# Фацелия
Фаце́лия (лат. Phacelia) — род растений семейства Водолистниковые (Hydrophyllaceae), ранее относимый к бурачниковым (Boraginaceae) и насчитывающий 186 видов однолетних и многолетних травянистых растений, которые произрастают в Северной и Южной Америке.

## Ботаническое описание
В зависимости от вида фацелия может быть как однолетним, так и двухлетним растением. Она вырастает на высоту от 50 см до 1 метра и представляет из себя травянистое, сильно разветвленное растение. Листья ярко-зеленые, плотные, с обратной стороны покрыты опушением. Цветки небольшие, венчик состоит из пяти лепестков, тычинки длинные (выставляются из венчика). У дикорастущих видов цветки могут быть розовыми, фиолетовыми, голубоватыми и сиреневыми. 
Плод — коробочка. В одном грамме семян содержится около 700 штук.

## Хозяйственное значение и применение
Многие виды фацелии выращивают в качестве декоративных растений, сидератов и медоносов.
Для создания непрерывного медоносного конвейера фацелию можно сеять в три срока: первый — самый ранний, второй — через месяц после первого и третий — через месяц после второго. Наибольшую продуктивность мёда имеют посевы первого срока посева.

## Таксономия
Phacelia Juss. Genera Plantarum 129. 1789.

### Синонимы
- Aldea Ruiz & Pav.
- Cosmanthus Nolte ex A.DC.
- Endiplus Raf.
- Eutoca R.Br.
- Heteryta Raf.
- Microgenetes A.DC.
- Miltitzia A.DC.
- Whitlavia Harv.

### Виды
Некоторые виды
- Phacelia campanularia A.Gray — Фацелия колокольчатая
- Phacelia congesta Hook. — Фацелия скрученная
- Phacelia hastata Dougl. ex Lehm.
- Phacelia purshii Buckley — Фацелия Пурша
- Phacelia secunda J.F.Gmel. typus[1]
- Phacelia tanacetifolia Benth. — Фацелия пижмолистная